# Baldur Springmann

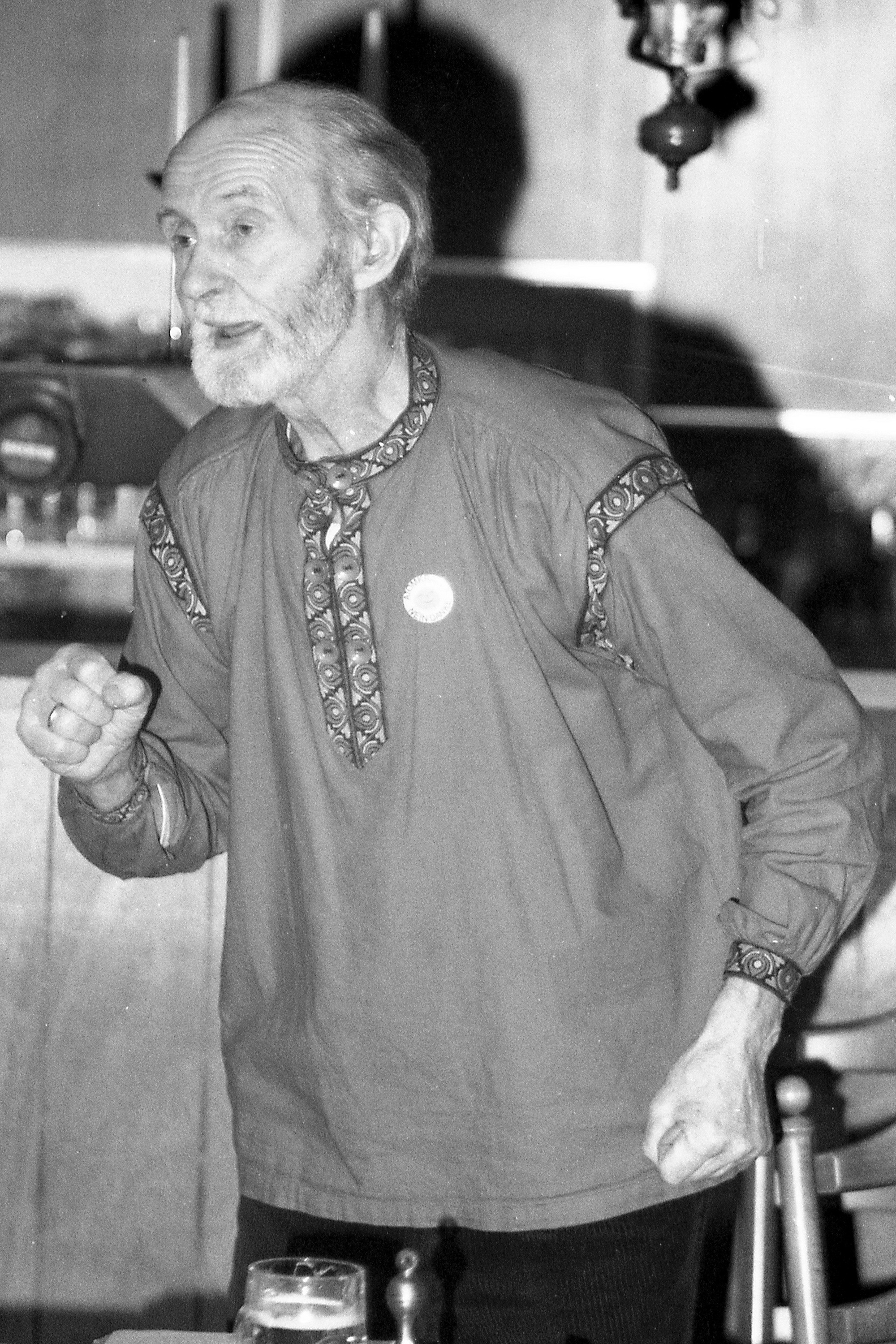
Baldur Springmann bei einem Vortrag in Aukrug am 2. Februar 1982

Baldur Springmann (* 31. Mai 1912 in Hagen; † 24. Oktober 2003 in Lübeck) war ein deutscher ökologischer Landwirt, Publizist, Politiker (AUD, WSL, Grüne Liste Schleswig-Holstein, ÖDP) und Aktivist des rechtsextremen Spektrums mit völkischem und nationalsozialistischem Hintergrund (SA, SS, NSDAP). Mit seiner biologisch-dynamischen Wirtschaftsweise gehörte er zu den Pionieren der Ökologiebewegung in der Bundesrepublik.

## Leben
Springmanns Vater, der Autor und Übersetzer Theodor Springmann junior, war der Erbe eines Fabrikbesitzers in Hagen und hatte unter anderem die hinduistische Bhagavad Gita ins Deutsche übersetzt. Baldur Springmann wollte bereits nach dem Abitur Bauer werden. Er machte eine landwirtschaftliche Lehre, studierte Landwirtschaft und kaufte sich von seinem Erbteil ein 50-Hektar-Anwesen bei Wismar in Mecklenburg. Später war Springmann Mitglied beim Stahlhelm sowie Jugendbetreuer beim Reichsnährstand. Zudem war er Mitglied der SA bis März 1934, der SS und ab 1939/40 der NSDAP (Mitgliedsnummer 7.433.874). Springmann war seit 1942 mit Ilse Bünsow verheiratet, die 1981 verstarb.
Im Zweiten Weltkrieg war Springmann zuletzt im Range eines Kapitänleutnants Chef einer Flugabwehrbatterie in Kiel-Schilksee und in Swinemünde. Bei Kriegsende gelang ihm die Flucht vor der Roten Armee über die Ostsee. 1950 siedelte er sich auf dem Hof Springe im schleswig-holsteinischen Geschendorf an. 1954 stellte Springmann seinen Hof auf biologisch-dynamische Wirtschaftsweise um. Später übernahm sein Sohn den Hof.

## Ideologie
Springmann vertrat einen völkisch orientierten Pantheismus und naturverehrendes Heidentum ohne persönlichen Gott sowie ohne Dogmen, Priester und Sakramente. Er berief sich auf Sigrid Hunke und ihr Werk Europas eigene Religion.
Neuheidnisch-Esoterisches verfasste Baldur Springmann für die Zeitschrift Wir selbst – Zeitschrift für Nationale Identität. Dort erschienen unter anderem Von der Heilsrune Hagal und dem göttlichen Wesen des Lichtes – Interview mit Baldur Springmann (1/96), Baldur Springmann: Lassen wir doch unser Licht strahlen! (3–4/1998), Baldur Springmann: Die Baldurgeschichte, Baldur Springmann: Neuer deutscher Mythos (4/1999). In einem Interview mit der Jungen Freiheit verband Springmann esoterische mit antikirchlichen Versatzstücken. Als Mitglied im Vorläufigen Sprecherrat der Deutschen Aufbauorganisation (DAO) Alfred Mechtersheimers setzte sich Baldur Springmann für eine Einigung des zersplitterten rechten Lagers mithilfe eines rassistisch gewendeten Neuheidentums ein. Er warnte vor „der Vertreibung aus unserer Erbmasse und damit der Vernichtung nicht nur unseres sondern jedweden Volkstums“.
Religiosität verstand Springmann als etwas so „Tiefinneres“, „daß es im Grunde genauso viele verschiedene Religionen gibt wie verschiedene Menschen“. Nach eigener Darstellung lernte er Mitte der 1950er Jahre die Deutsche Unitarier Religionsgemeinschaft in Lübeck bei einer Veranstaltung kennen, nachdem er durch eine Zeitungsanzeige auf diese aufmerksam geworden war. Über zehn Jahre war er Leiter einer Unitarier-Gemeinde in Bad Segeberg, die nach dem Rücktritt Springmanns unter neuer Leitung sich von den Deutschen Unitariern trennte und sich dem Bund Deutscher Unitarier anschloss. Springmann entfremdete sich zunehmend von den Deutschen Unitariern und verließ diese. Als Gründe gab Springmann seine Vorstellungen über Kriegsdienstverweigerung, über ökologische Landwirtschaft und seinen Kampf gegen Atomwirtschaft sowie zuletzt die Ausklammerung des Emotionalen und die Orientierung der Deutschen Unitarier an einer intellektuellen Philosophie an. Laut eigenen Aussagen hat ihn das Buch Europas eigene Religion der Unitarierin Sigrid Hunke beeinflusst. Springmann bezeichnete sich selber in seinen Lebenserinnerungen als „Ungläubiger“.
2001 schrieb Springmann im Ostpreußenblatt: „Selten hat der eigentliche Machthaber unseres heutigen, sonst ziemlich gut getarnten autoritären Systems so unverhüllt sein wahres Gesicht gezeigt wie [...] mit den von den Obergutmenschen ausgerufenen und von allen, allen braven Gutmenschen tapfer angetretenen Kreuzzug gegen ‚Rechts‘.“ Weiter schrieb er in diesem Artikel: „Unsere […] Chance ist es, daß wir dem weitgehend unterschwelligen, manchmal auch offen zutage getragenen, finsteren Haß vieler ‚Grüner‘ und sonstiger Adepten der Frankfurter Schule gegen alles Deutsche das eh und je Stärkere, Schönere, Strahlendere entgegenstellen können: die Liebe, unsere Vaterlandsliebe.“ Springmann unterhielt auch enge Kontakte zu Werner Georg Haverbeck und dessen Frau, der Holocaustleugnerin Ursula Haverbeck.

## Politik und Ökologie
Baldur Springmann war von November 1933 bis März 1934 Mitglied der SA, seit November 1936 SS-Bewerber. In einem Fragebogen für SS-Angehörige von 1940 für das Rasse- und Siedlungshauptamt der SS bezeichnet er sich als gottgläubig. Springmann „blieb aber auf Distanz zu den Anthroposophen, deren Lehre ihm zu christlich schien“. Nach 1945 wurde Springmann aktiv in der Deutschen Unitarier Religionsgemeinschaft.
Seit der Mitte der 1950er Jahre engagierte sich Springmann in der ökologischen Landwirtschaft. Springmann war Mitglied der Internationalen der Kriegsdienstgegner (IDK), einer deutschen Sektion der War Resisters’ International (WRI). Hieraus entstand die Idee eines Zivildienstes im Ökolandbau, wofür in Zusammenarbeit mit Wilhelm Ernst Barkhoff und der Bochumer Gemeinnützigen Treuhandstelle (GLS Treuhand) die Agrar- und Sozialhygienische Entwicklungsgesellschaft ASE Neuland e. V. gegründet wurde, die 1970 die Anerkennung als Einrichtung des Zivilen Ersatzdienstes erhielt. In der Folge leisteten Kriegsdienstverweigerer ihren Zivildienst auf dem Hof Springe ab. Aus dem Engagement in der ökologischen Landwirtschaft entwickelte sich sein Engagement in der Anti-Atomkraft- und Ökologiebewegung, insbesondere in den 1970er Jahren im Weltbund zum Schutz des Lebens (WSL-D), in dem er zeitweise Vorsitzender des Landesverbands Schleswig-Holstein war und dessen Bundesverband 1985 aufgrund rechtsextremer Aktivitäten aus dem internationalen WSL ausgeschlossen wurde. Mit dem WSL kämpfte er u. a. gegen den Bau des Kernkraftwerks Brokdorf. Politisch aktiv war er in der Aktionsgemeinschaft Unabhängiger Deutscher (AUD), die sich seit 1973 als Partei des Lebensschutzes deklarierte und als erste Partei explizit dem Thema Ökologie zuwandte. Springmann, der zeitweise Landesvorsitzender war, wurde eingeladen, das für die AUD neue Thema in Schleswig-Holstein zu bearbeiten; 1978 trat er aus der Partei aus. Daneben war Springmann in zahlreichen Umweltschutzgruppen, Anti-AKW- und Bürgerinitiativen engagiert und arbeitete im Vorstand des Umweltverbands Schleswig-Holstein mit. 
1978 gehörte Springmann zu den Mitbegründern der Grünen Liste Schleswig-Holstein (GLSH).
Während der Bildung der Sonstigen Politischen Vereinigung/Die Grünen im Jahre 1979 war Springmann bereits durch Presse und Fernsehen bundesweit bekannt und wurde aufgefordert, als Sprecher zu kandidieren. Er lehnte nach eigenen Angaben mit der Begründung der Vermeidung von Ämterhäufung ab. Für die Europawahlliste ließ sich Springmann an vierter Stelle – nach Petra Kelly, Herbert Gruhl, Roland Vogt und vor Joseph Beuys – nominieren. Er teilte diesen Platz gemäß festgelegtem Rotationsprinzip mit Manfred Siebker vom Club of Rome. 1980 beteiligte er sich an der Parteigründung Die Grünen, verließ die Partei jedoch bereits nach der Dortmunder Bundesversammlung im Juni 1980, weil sich bei der Besetzung des Vorstands die Parteilinken durchsetzten und Schlüsselpositionen von Mitgliedern aus K-Gruppen besetzt wurden.
1982 gründete er gemeinsam mit Herbert Gruhl die Ökologisch-Demokratische Partei (ÖDP), deren stellvertretender Vorsitzender er zunächst war. In der Folgezeit gab er die aktive parteipolitische Betätigung auf. Nachdem Springmann auch in der ÖDP wegen seiner „sektiererischen“ Ansichten kritisiert worden war, trat er 1983, ohne die Presse darüber zu informieren, aus der Partei aus.
1982 veröffentlichte er das Buch Partner Erde. Einsichten eines Öko-Bauern im rechtsextremen Arndt Verlag. 1989 war Springmann maßgeblich an der Gründung der ÖDP-Abspaltung Unabhängige Ökologen Deutschlands (UÖD) beteiligt. Außerdem engagierte er sich in der Deutschen Aufbau-Organisation (DAO) von Alfred Mechtersheimer, in dessen Sprechergremium er gewählt wurde. 1998 war er Gründungsmitglied des „Bündnis für Volksabstimmung“ (BfV). Als Mitglied im Vorläufigen Sprecherrat der Deutschen Aufbauorganisation setzte Baldur Springmann sich für eine Einigung des zersplitterten Lagers rechts der Union ein. Er veröffentlichte in der Folge noch in einer Vielzahl von völkischen und rechten Organen.
Baldur Springmann wurde zu einem Vordenker der völkischen Richtung in Teilen der Bioregionalismus-Bewegung: „Wir müssen nun endlich alle noch vorhandenen Rudimente von blind fortschrittsgläubigem, kapitalismushörigem Hurrapatriotismus in die für unsere Zeit so bitter notwendige Mutterlandsliebe verwandeln. Welch ein Glück, dass es für diese Verwandlung einen Zauberstab gibt. Er heißt Bioregionalismus.“ Er starb mit 91 Jahren.

## Rezeption
Laut Oliver Geden lag Springmanns Hauptbetätigungsfeld in der Verbindung von Rechtsextremismus, Ökologie und Spiritualität, die er vor allem als Gemeindeleiter der Unitarier – Religionsgemeinschaft freien Glaubens (DUR) und in der Ökosophischen Initiative Kiel praktizierte. Publizistische Beiträge Springmanns fanden sich in rechtsextremen Zeitschriften wie Nation und Europa, aber auch in völkisch-religiös orientierten wie etwa Unitarische Blätter, Samenkörner oder Glauben und Wirken.
Monika Kirschner schrieb im Informationsdienst gegen Rechtsextremismus: „Springmann bezeichnet sich als Ökosoph im lebenslangen Bemühen um bäuerliche Lebensart. Als solcher bereitet er eine krude Mischung aus völkisch-esoterischer Religiosität und Ökoromantik auf, in der auch christliche Versatzstücke zu finden sind“. Unbelegt ist jedoch, ob sich Springmann als Ökosoph bezeichnet hat. Peter Nowak sah eine Entwicklung zum rechten Esoteriker gegeben. Janet Biehl und Peter Staudenmaier ordnen Baldur Springmann wegen seines Engagements beim Weltbund zum Schutz des Lebens bei den Holocaust-Leugnern und der extremen Rechten ein. Gerard Braunthal nennt ihn „the nationalist ecology specialist“.
Heute wird Baldur Springmann insbesondere im Kontext rechtsextremer Siedlungsbewegungen in der Tradition der Neo-Artamanen durch die NPD rezipiert, die damit ihre völkisch-ökologische Propaganda unterfüttert. Toralf Staud nennt Springmann einen „extrem rechten Mitbegründer der Grünen“.

## Veröffentlichungen
- Partner Erde. Einsichten eines Öko-Bauern, Arndt Verlag, Kiel 1982, ISBN 3-88741-005-X.
- Alma, die ordentliche Kuh. Und andere Tiergeschichten, 1984, ISBN 3-89060-105-7.
- (Mitautor in:) Weihnachten neu erleben. Alte Bräuche – Neue Formen. Wege und Anregungen zum Feiern, Neue Erde Verlags- und Naturwarenvertriebs GmbH, 1990, ISBN 3-89060-007-7.
- Bauer mit Leib und Seele. Lebenserinnerungen (2 Bände). Verlag Siegfried Bublies, Koblenz 1995, ISBN 3-926584-32-7.